# Now That's What I Call Music! 16 (série dos Estados Unidos)

Capa do álbum.

Now That's What I Call Music! 16 é uma compilação de vários artistas.